# Gürbetal-Bern-Schwarzenburg-Bahn
De Gürbetal-Bern-Schwarzenburg-Bahn (GBS) was een spoorwegmaatschappij in Zwitserland. Het bedrijf was het resultaat van de fusie op 1 januari 1944 van de Gürbetalbahn (GTB) met de Bern-Schwarzenburg-Bahn (BSB) en zette zijn dienst voort op het BSB-traject.
In 1997 fuseerde de Berner Alpenbahngesellschaft BLS met de GBS, de Spiez-Erlenbach-Zweisimmen-Bahn (SEZ), de Bern-Neuenburg-Bahn (BN) en de Bern-Schwarzenburg-Bahn (BSB) tot BLS Lötschbergbahn.
Lötschbergbahn fuseerde in 2006 met Regionalverkehr Mittelland (RM) tot de BLS AG.

## Trajectkaarten
Deze kaarten zijn te zien via hun oorspronkelijke bedrijven.
- Bern - Belp -Thurn
- Bern - Schwarzenburg

## Elektrische tractie
De lijn van de GBS was geëlektrificeerd met een spanning van 15.000 volt 16 2/3 Hz wisselstroom.